# Aviation Safety Network
Aviation Safety Network (ASN) — веб-сайт, отслеживающий авиационные происшествия. На 2004 год сайт содержал в своей базе информацию о более чем 10,7 тысячах случаях авиационных происшествий.
Проект является дочерним от организации по исследованию авиационных происшествий Flight Safety Foundation, которая в свою очередь была создана Корнеллским университетом в 1947 году.

## История
Основателем сайта является Харро Рантер (англ. Harro Ranter). Он начал собирать информацию об авиационных происшествиях в 1983 году. Летом 1985 года он выпустил книгу, которая подробно охватывала свыше 1000 авиационных катастроф. Также Харро Рантер автор десятков статей с анализом авиационных происшествий.
Сам сайт был создан им в январе 1996 года под названием «Aviation Safety Web Pages».
В 1999 году к Рантеру присоединился Фабиан Лухан (англ. Fabian Lujan), который предложил переименовать сайт в «Aviation Safety Network» и переместить его на новое доменное имя — aviation-safety.net.

## Обзор
Сайт состоит из двух баз данных — основной базы данных и базы данных в формате вики. Большая часть информации в основной базе ASN получена из официальных источников — от авиационных органов стран мира и организаций по безопасности авиаперелётов. По событиям, которые произошли ранее 1996 года, данные получаются от ИКАО и национального совета США по безопасности на транспорте.
В базу данных в формате вики информацию в неё могут предложить любой пользователь, включая анонимного. Однако для всех правок действует 100% премодерация экспертами ASN с сообщением «You will be notified once our editors have approved this accident». Только после одобрения экспертом ASN правка может быть принята.
Обычная практика ASN запросить фото- и видеодоказательства инцидента у лица, который его предлагает. Обычно такие материалы публикуются в карточке, если источник информации имеет «код ставки» или лицензия источника разрешает загрузить информацию. Для копий фотодоказательств проверка Copyright делается делается для 100% изображений запросом ссылки на источник с лицензией. Если фото и видеодоказательства нет в самой карточке инцидента, то оно есть в одном из указанных источников, который не разрешает копировать контент. Политика ASN запрещает также копирование и описаний инцидентов из других источников, лицо регистрирующее инцидент должно сделать собственную короткую аннотацию. ASN в связи с этим предупреждает, что аннотации создали оригинальные заявителями инцидентов.
Администраторы сайта проверяют 100% правок записей. Правки с недостоверными данными откатываются. Для принятых инцидентов эксперты ASN управляют полем «Confidence Rating», которое указывает на степень надежности источников по инциденту. Сам заявитель инцидента не может даже предложить изменение этого поля. Если источники недостаточно надежные, то выставляется индикатор предупреждения о степени или причине их ненадежности, если данное поле не содержит предупреждения, то карточка инцидента проверенная и с надежными источниками. ASN придерживается «презумпции некорректности» даже утвержденных правок и обычно даже после премодерации выставляют флаг Confidence Rating как «информация недостаточная или требует дополнительной проверки». При необходимости эксперты портала редактируют предложенный текст на более корректный. Большинство таких редакций делает сам Харро Рантер (Harro Ranter, harro).
Обычно полностью проверенными считаются инциденты с заявлениями владельца летального аппарата. Для работы по инцидентам в зонах военных конфликтов, где информация обычно неполная и владельцы потерянных самолетов часто не признают факты потерь, используется интеграция с системой обмена предварительными данными об авиационных инцидентах как European Information Sharing and Cooperation Platform on Conflict Zones от Европейского агентства авиационной безопасности
По проверенным инцидентам сайт формирует автоматически статистику, а также выпускает обзоры инцидентов.
База данных используется Федеральным управлением гражданской авиации США для отслеживания авиационных происшествий.